# کونیوو (استان آرخانگلسک)
کونیوو (به لاتین: Konyovo) یک منطقهٔ مسکونی در روسیه است که در استان آرخانگلسک واقع شده‌است.